# موش‌مرغ گردن‌آبی
موش‌مرغ گردن‌آبی(نام علمی: Urocolius macrourus) نام یک گونه از سرده دم‌پنج‌پره است.